# Philadelphia Spectrum
Das Philadelphia Spectrum (ehemals CoreStates Spectrum, First Union Spectrum und zuletzt Wachovia Spectrum) war eine Mehrzweckhalle in der US-amerikanischen Stadt Philadelphia im Bundesstaat Pennsylvania. 

## Geschichte
Das Spectrum wurde 1967 als Teil des South Philadelphia Sports Complex fertiggestellt und kostete 7 Mio. US-Dollar. Im Laufe des Bestehens wechselten sowohl die Namensrechte an der Halle, als auch die Nutzer der Sportstätte, welche ursprünglich den Teams der Philadelphia Flyers aus der National Hockey League und der Philadelphia 76ers aus der National Basketball Association als Heimspielstätte diente. Die 76ers zogen aus der 1996 geschlossenen und 2005 abgerissenen Convention Hall in das Spectrum um, welches die zweite große Sportstätte am Südende der Broad Street im damaligen East League Island Park war. Als weitere Mieter kamen 1974 das World Team Tennis Team Philadelphia Freedoms, in der Saison 1974/75 und von 1987 bis 1996 die Lacrosse-Mannschaft Philadelphia Wings, von 1978 bis 1981 die Fußballmannschaft Philadelphia Fever, sowie die Philadelphia Bulldogs aus der Roller Hockey International Liga von 1994 bis 1996 dazu. 1976 und 1992 wurde das NHL All-Star Game im Spectrum ausgetragen.

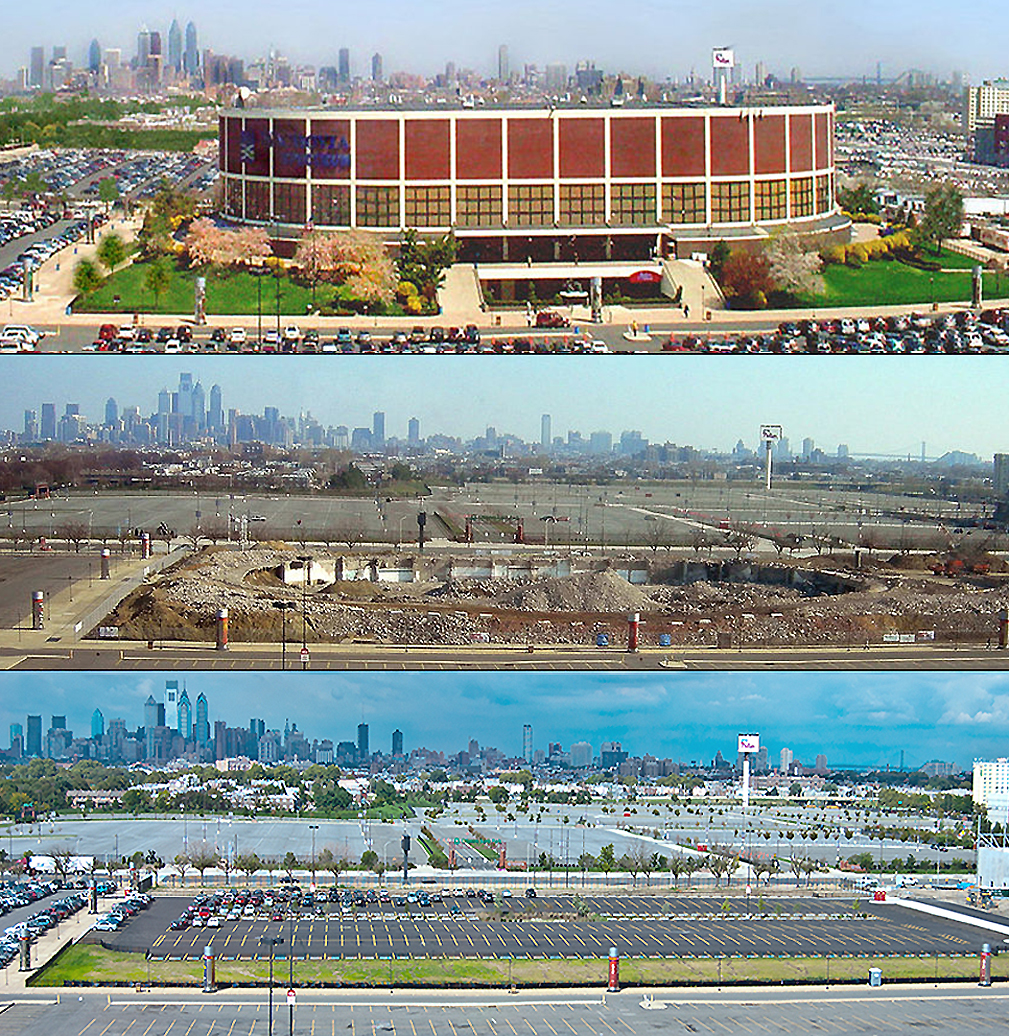
Wachovia Spectrum, Abriss des Gebäudes und neue Nutzung

1996 zogen sowohl die Flyers als auch die 76ers in das benachbarte, modernere und größere Wells Fargo Center um. Als neue Hauptmieter zogen von 1996 bis zur Schließung der Arena die Philadelphia Phantoms, das American Hockey League Farmteam der Flyers, sowie die Philadelphia KiXX aus der Major Indoor Soccer League in das Spectrum ein. Zwischen 2004 und 2008 absolvierte das Arena Football Team Philadelphia Soul einzelne Spiele in dem Stadion, als das Wells Fargo Center nicht verfügbar war. 
Am 30. Oktober 2009 wurde die Arena nach einer Folge von vier Konzerten der Gruppe Pearl Jam geschlossen. Planungen sahen den Abriss des Spectrums wegen des Neubaus eines Hotelkomplexes vor, der von November 2010 bis Mai 2011 vollzogen wurde.
Neben Sportveranstaltungen fanden auch College-Basketballspiele, professionelles Wrestling sowie zahlreiche Konzerte statt. In einem kleineren, abgetrennten Teil der Arena, Spectrum Theater genannt, wurden ebenfalls Konzerte veranstaltet. Im Film Rocky von 1976 wird der große Weltmeisterschaftsboxkampf im Spectrum ausgetragen.